# Neotrigonia uniophora
Neotrigonia uniophora is een tweekleppigensoort uit de familie van de Trigoniidae. De wetenschappelijke naam van de soort is voor het eerst geldig gepubliceerd in 1847 door Gray in Jukes.